# Paracalanus denudatus
Paracalanus denudatus is een eenoogkreeftjessoort uit de familie van de Paracalanidae. De wetenschappelijke naam van de soort is voor het eerst geldig gepubliceerd in 1929 door Sewell.